# 第68回全日本大学サッカー選手権大会
第68回全日本大学サッカー選手権大会は、2019年12月11日から12月22日にかけて開催された、68回目の全日本大学サッカー選手権大会。

## 出場校
| 地区           | 枠 | 出場チーム             | 出場回数       |
| -------------- | -- | ---------------------- | -------------- |
| 総理大臣杯優勝 | 1  | 明治大学               | 11年連続19回目 |
| 北海道         | 1  | 北海道教育大学岩見沢校 | 6年連続9回目   |
| 東北           | 2  | 仙台大学               | 19年連続36回目 |
| 東北           | 2  | 東北学院大学           | 12年ぶり23回目 |
| 関東           | 5  | 桐蔭横浜大学           | 初出場         |
| 関東           | 5  | 立正大学               | 初出場         |
| 関東           | 5  | 法政大学               | 4年連続31回目  |
| 関東           | 5  | 中央大学               | 7年ぶり35回目  |
| 関東           | 5  | 筑波大学               | 4年連続38回目  |
| 東海           | 3  | 東海学園大学           | 2年連続5回目   |
| 東海           | 3  | 常葉大学               | 3年連続12回目  |
| 東海           | 3  | 中京大学               | 2年ぶり40回目  |

| 地区   | 枠 | 出場チーム             | 出場回数       |
| ------ | -- | ---------------------- | -------------- |
| 北信越 | 2  | 新潟医療福祉大学       | 3年連続6回目   |
| 北信越 | 2  | 北陸大学               | 4年ぶり4回目   |
| 関西   | 4  | 大阪体育大学           | 7年連続22回目  |
| 関西   | 4  | 関西学院大学           | 2年連続22回目  |
| 関西   | 4  | びわこ成蹊スポーツ大学 | 2年ぶり4回目   |
| 関西   | 4  | 桃山学院大学           | 2年ぶり9回目   |
| 中国   | 2  | IPU・環太平洋大学      | 7年連続7回目   |
| 中国   | 2  | 福山大学               | 2年ぶり11回目  |
| 四国   | 1  | 高松大学               | 初出場         |
| 九州   | 3  | 福岡大学               | 3年連続43回目  |
| 九州   | 3  | 鹿屋体育大学           | 11年連続23回目 |
| 九州   | 3  | 宮崎産業経営大学       | 6年ぶり3回目   |

## 試合日程・結果

### 1回戦
| #01 | 2019年12月11日 11:00 |

| 高松大学        | 1 - 4          | 中京大学                                              |
| 蓬莱優比 90+3分 | 公式記録 (PDF) | 東家聡樹 13分 · 西口黎央 15分, 38分 · 久保藤次郎 39分 |

| 浦安市運動公園陸上競技場 観客数: 201人 主審: 佐藤貴之 |

| #02 | 2019年12月11日 13:30 |

| びわこ成蹊スポーツ大学      | 2 - 1          | 福山大学      |
| 佐藤諒 13分 · 井上直輝 74分 | 公式記録 (PDF) | 塚本和輝 81分 |

| 浦安市運動公園陸上競技場 観客数: 253人 主審: 手塚優 |

| #03 | 2019年12月11日 11:00 |

| 鹿屋体育大学                                | 3 - 4          | 新潟医療福祉大学                                                      |
| 藤本一輝 12分 · 西村光明 15分 · 根本凌 17分 | 公式記録 (PDF) | 小森飛絢 30分 · 塚田裕介 58分 · シマブク・カズヨシ 65分 · 矢村健 86分 |

| 川口市青木町公園総合運動場陸上競技場 観客数: 415人 主審: 加藤正和 |

| #04 | 2019年12月11日 11:00 |

| 東北学院大学 | 0 - 3          | 東海学園大学                                    |
|              | 公式記録 (PDF) | 加藤大貴 35分 · 児玉駿斗 56分 · 白川大吾廊 67分 |

| 川口市青木町公園総合運動場陸上競技場 観客数: 283人 主審: 俵元希 |

| #05 | 2019年12月11日 11:00 |

| 北陸大学 | 0 - 1          | 常葉大学        |
|          | 公式記録 (PDF) | 加藤隼登 90+3分 |

| 柏の葉公園総合競技場 観客数: 213人 主審: 阿部将茂 |

| #06 | 2019年12月11日 13:30 |

| 福岡大学                                      | 3 - 0          | 北海道教育大学岩見沢校 |
| 大熊健太 17分 · 井上健太 49分 · 今田源紀 84分 | 公式記録 (PDF) |                        |

| 柏の葉公園総合競技場 観客数: 241人 主審: 酒井達矢 |

| #07 | 2019年12月11日 11:00 |

| 宮崎産業経営大学 | 0 - 4          | IPU・環太平洋大学                                |
|                  | 公式記録 (PDF) | 田中翔 9分, 57分 · 赤木直人 50分 · 岡本奈也 83分 |

| AGFフィールド 観客数: 319人 主審: 宇田川恭弘 |

| #08 | 2019年12月11日 13:30 |

| 仙台大学                                  | 3 - 0          | 桃山学院大学 |
| 22分 (OG) · 嵯峨理久 36分 · 岩渕弘人 65分 | 公式記録 (PDF) |              |

| AGFフィールド 観客数: 283人 主審: 長田望 |

### 2回戦
| #09 | 2019年12月14日 11:00 |

| 明治大学                            | 3 - 0          | 中京大学 |
| 狩土名禅 26分, 60分 · 佐藤凌我 43分 | 公式記録 (PDF) |          |

| 味の素フィールド西が丘 観客数: 860人 主審: 宇田賢史 |

| #10 | 2019年12月14日 13:30 |

| びわこ成蹊スポーツ大学 | 1 - 2 (延長)   | 筑波大学             |
| 千川原慎 89分          | 公式記録 (PDF) | 山川哲史 72分, 102分 |

| 味の素フィールド西が丘 観客数: 924人 主審: 田邉裕樹 |

| #11 | 2019年12月14日 11:00 |

| 新潟医療福祉大学 | 0 - 1          | 立正大学      |
|                  | 公式記録 (PDF) | 梅村豪 90+3分 |

| 浦安市運動公園陸上競技場 観客数: 487人 主審: 鶴岡泰樹 |

| #12 | 2019年12月14日 13:30 |

| 関西学院大学                                     | 4 - 2          | 東海学園大学                 |
| 藤井敦仁 5分, 70分 · 安羅修雅 24分 · 本山遥 43分 | 公式記録 (PDF) | 神谷椋士 7分 · 児玉駿斗 35分 |

| 浦安市運動公園陸上競技場 観客数: 481人 主審: 勝部健 |

| #13 | 2019年12月14日 11:00 |

| 桐蔭横浜大学  | 1 - 0          | 常葉大学 |
| 鳥海芳樹 70分 | 公式記録 (PDF) |          |

| 柏の葉公園総合競技場 観客数: 367人 主審: 若松亮 |

| #14 | 2019年12月14日 13:30 |

| 福岡大学         | 1 - 4 (延長)   | 法政大学                                                        |
| 花田佳惟斗 104分 | 公式記録 (PDF) | 紺野和也 92分 · 橋本陸 96分 · 松澤彰 112分 · 大西遼太郎 120+2分 |

| 柏の葉公園総合競技場 観客数: 501人 主審: 宇治原拓也 |

| #15 | 2019年12月14日 11:00 |

| IPU・環太平洋大学 | 1 - 2          | 大阪体育大学      |
| 赤木直人 86分     | 公式記録 (PDF) | 林大地 20分, 81分 |

| AGFフィールド 観客数: 356人 主審: 加藤正和 |

| #16 | 2019年12月14日 13:30 |

| 中央大学              | 2 - 1          | 仙台大学      |
| 加藤陸次樹 30分, 82分 | 公式記録 (PDF) | 岩渕弘人 70分 |

| AGFフィールド 観客数: 610人 主審: 原田雅士 |

### 準々決勝
| #17 | 2019年12月16日 13:00 |

| 明治大学      | 1 - 0          | 筑波大学 |
| 中村帆高 84分 | 公式記録 (PDF) |          |

| 味の素フィールド西が丘 観客数: 725人 主審: 酒井達矢 |

| #18 | 2019年12月16日 13:00 |

| 関西学院大学 | 1 - 0 (延長)   | 立正大学 |
| 山下諒 109分 | 公式記録 (PDF) |          |

| 川口市青木町公園総合運動場陸上競技場 観客数: 272人 主審: 松澤慶和 |

| #19 | 2019年12月16日 13:00 |

| 桐蔭横浜大学              | 2 - 1          | 法政大学      |
| 遠藤凌 16分 · 岩下航 55分 | 公式記録 (PDF) | 佐藤大樹 78分 |

| 柏の葉公園総合競技場 観客数: 260人 主審: 原田雅士 |

| #20 | 2019年12月16日 13:00 |

| 中央大学                                                                    | 6 - 1          | 法政大学                |
| 高窪健人 12分 · 松本大輔 19分, 68分 · 小山駿 79分, 90+5分 · 鈴木翔太 90+1分 | 公式記録 (PDF) | アフラギ・マハディ 89分 |

| AGFフィールド 観客数: 265人 主審: 國吉真吾 |

### 準決勝
| #21 | 2019年12月19日 13:00 |

| 明治大学                                                                                  | 7 - 3          | 関西学院大学                                  |
| 佐藤凌我 31分, 45+2分, 61分 · 佐藤瑶大 41分 · 小野寺健也 70分 · 佐藤亮 80分 · 小柏剛 81分 | 公式記録 (PDF) | 安羅修雅 25分 · 木村勇大 47分 · 中村匡克 53分 |

| 浦和駒場スタジアム 観客数: 535人 主審: 先立圭吾 |

| #22 | 2019年12月19日 13:00 |

| 桐蔭横浜大学                                     | 3 - 1 (延長)   | 中央大学    |
| 眞鍋旭輝 21分 · 中井朗人 94分 · 國場龍之介 100分 | 公式記録 (PDF) | 小山駿 90分 |

| NACK5スタジアム大宮 観客数: 523人 主審: 長峯滉希 |

### 決勝
| #23 | 2019年12月22日 13:00 |

| 明治大学                                          | 3 - 1 (延長)   | 桐蔭横浜大学  |
| 佐藤亮 96分 (PK) · 蓮川壮大 98分 · 森下龍矢 112分 | 公式記録 (PDF) | 眞鍋旭輝 92分 |

| 浦和駒場スタジアム 観客数: 6,084人 主審: 野田祐樹 |

## 表彰
| 賞             | 受賞者       | 所属(学年)          |
| -------------- | ------------ | ------------------- |
| 最優秀選手     | 蓮川壮大     | 明治大学（3年）     |
| ベストFW       | 佐藤亮       | 明治大学（4年）     |
| ベストMF       | 安部柊斗     | 明治大学（4年）     |
| ベストDF       | 眞鍋旭輝     | 桐蔭横浜大学（4年） |
| ベストGK       | 早坂勇希     | 桐蔭横浜大学（2年） |
| フェアプレー賞 | 該当大学なし | 該当大学なし        |